# Priečne sedlo
Das Priečne sedlo (deutsch A Roterturmpass oder Roterturmscharte, ungarisch Vörös-torony-hágó, polnisch Czerwona Ławka) ist ein 2352 m n.m. hoher Sattel (Pass) auf der slowakischen Seite der Hohen Tatra. Sie überquert den Grat Prostredný hrebeň (Mittelriegel) zwischen den Bergen Široká veža im Nordwesten und Prostredný hrot im Südosten und ist eine Verbindung der Täler Malá Studená dolina im Norden und Veľká Studená dolina im Süden. Der Übergang ist ein Doppelkerb im Grat, neben dem nordwestlichen Hauptsattel gibt es die südöstliche Nebenscharte Priečna štrbina, zwischen diesen steht der Felsturm Priečna vežička.
Im 19. Jahrhundert nannten zipserdeutsche Bergführer den Sattel Rote Bank, nach der rötlichen Färbung der Felsen, wovon auch der polnische Name Czerwona Ławka (Roter Steg) abgeleitet worden ist. Die Namen Roterturmpass (deutsch) und Vörös-torony-hágó (ungarisch) weisen auf die Lage unter dem Berg Široká veža (deutsch Roter Turm) hin. Der slowakische Name Priečne sedlo bedeutet wörtlich Quer- oder Schrägsattel.
Durch den Sattel verliefen schon früher Jägerpfade. Die Ostrauer Sektion des Klubs Tschechoslowakischer Touristen errichtete 1935–1936 einen Weg über den Sattel, der im Norden durch Ketten an exponierten Lagen gesichert war und erhielt zeitweise den Namen Ostravská cesta (Ostrauer Weg). Heute verläuft ein gelb markierter Weg von der Gabelung Pod Sedielkom westlich der Hütte Téryho chata im Tal Malá Studená dolina über den Sattel ins Tal Veľká Studená dolina und zur Hütte Zbojnícka chata. Lange waren Wanderungen nur in dieser Richtung möglich, seit 2014 kann man den Sattel in beiden Richtungen überqueren, empfohlen ist jedoch immer noch die Richtung vom Tal Malá Studená dolina ins Tal Veľká Studená dolina.